# Таужня
Таужня — закрита проміжна залізнична станція Шевченківської дирекції Одеської залізниці на неелктрифікованій лінії Гайворон — Болеславчик між станціями Хащувате (16 км) та Грушка (14 км). Розташовувалася в селі Червоні Маяки Голованівського району Кіровоградської області.

## Історія
Станція відкрита 1899 року, під час будівництва залізниці Рудниця — Голованівськ — Підгородна. Визначною особливістю станції є те, що на ній водночас використовувалися як вузька (750 мм), так і широка колії (1524 мм).
До 1980-х років станція була виключно вузькоколійною, однак у 1980-х роках в ході повного перекладення лінії Гайворон — Підгородна на широку колію (1520 мм) паралельно вузькій було прокладено широку колію. У східній частині станції широка колія закінчується — проєкт не було реалізовано до кінця.

## Пасажирське сполучення
З 4 січня 2019 року рух вузькоколійного поїзда Гайворон — Голованівськ скасовано.
У 2025 році станція остаточна закрита